# IBM X系列伺服器

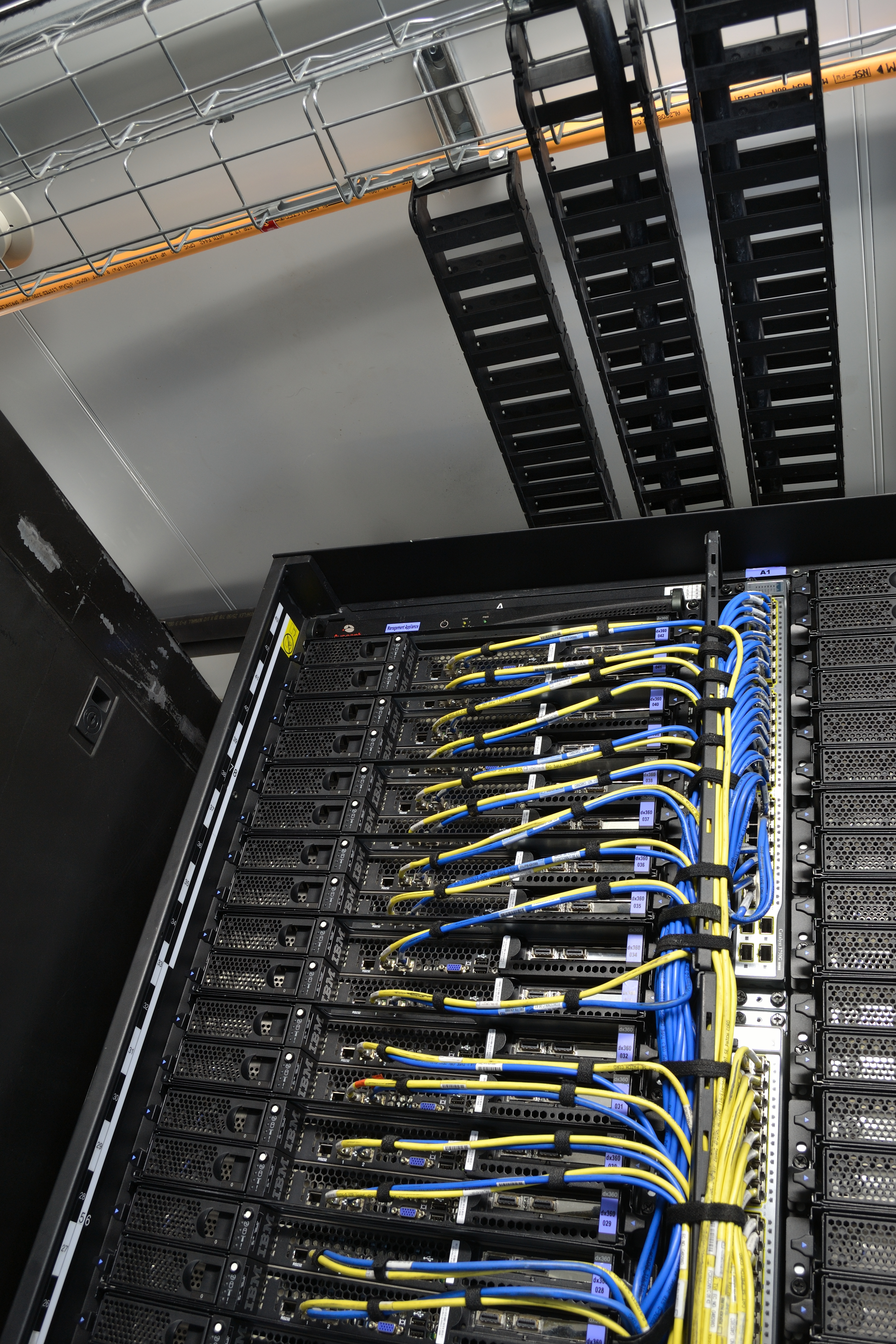
一組X系列機櫃(x3950)

 IBM X系列伺服器(IBM System x)是國際商業機器公司(IBM)推出的伺服器系列。採用x86系列CPU為主最初構想為一種個人電腦加強而成的伺服器，使軟體和人員訓練方面都與一般家用使用經驗結合，尤其2000年以後以英特爾Xeon的CPU系列為主，該系列搭有IBM獨門Active Memory記憶體保護技術和Calibrated Vectored Cooling散熱冷卻技術。IBM的x86伺服器業務已於2014年出售予聯想集團，由Lenovo發展System x、ThinkServer、ThinkSystem等產品。

## 型號歷史
- 1996年 IBM PC Server（7xx、5xx、3xx）
- 1999年 IBM NetFinity（8xxx、7xxxx、6xxxx、5xxx、4xxxx、3xxx、1xxx）
- 2001年 IBM eServer xSeries （4xx、3xx、2xx、1xx）
- 2006年 IBM System x （x3xxx）

## 外部連結
- IBM's System x[永久]
- IBM's server homepage（页面存档备份，存于）
- The Price of Safety: Evaluating IOMMU Performance（页面存档备份，存于） (mentions the Calgary IOMMU which is featured in eSeries AMD Opteron systems.
- IBM's System x configurator and system builder（页面存档备份，存于）
- System x Redbooks